# شیلیین بوگد
شیلیین بوگد (به لاتین: Shiliin Bogd) یک کوه در مغولستان است که در مغولستان واقع شده‌است. شیلیین بوگد ۱٬۷۷۸ متر بالاتر از سطح دریا واقع شده‌است.